# 24331 Alyshaowen
24331 Alyshaowen este un asteroid din centura principală de asteroizi.

## Descriere
24331 Alyshaowen este un asteroid din centura principală de asteroizi. A fost descoperit pe 5 ianuarie 2000 la Socorro, New Mexico, în cadrul proiectului LINEAR. Asteroidul prezintă o orbită caracterizată de o semiaxă mare de 2,44 ua, o excentricitate de 0,08 și o înclinație de 7,1° în raport cu ecliptica.